# فرانسيسكو فيلانويفا
فرانسيسكو فيلانويفا (بالإسبانية: Francisco Villanueva)‏ مواليد 24 سبتمبر 1985 في ولاية ناياريت، المكسيك، هو ملاكم محترف مكسيكي يصنف ضمن فئة الوزن المتوسط.

## إحصائيات
خاض خلال مسيرته 45 نزالا، فاز في 13 وتعادل في 2 وخسر في 29. فاز بالضربة القاضية في 9 نزالات.

## روابط خارجية
- فرانسيسكو فيلانويفا على موقع بوكس ريك (الإنجليزية) (registration required)